# Lovisa von Burghausen
 

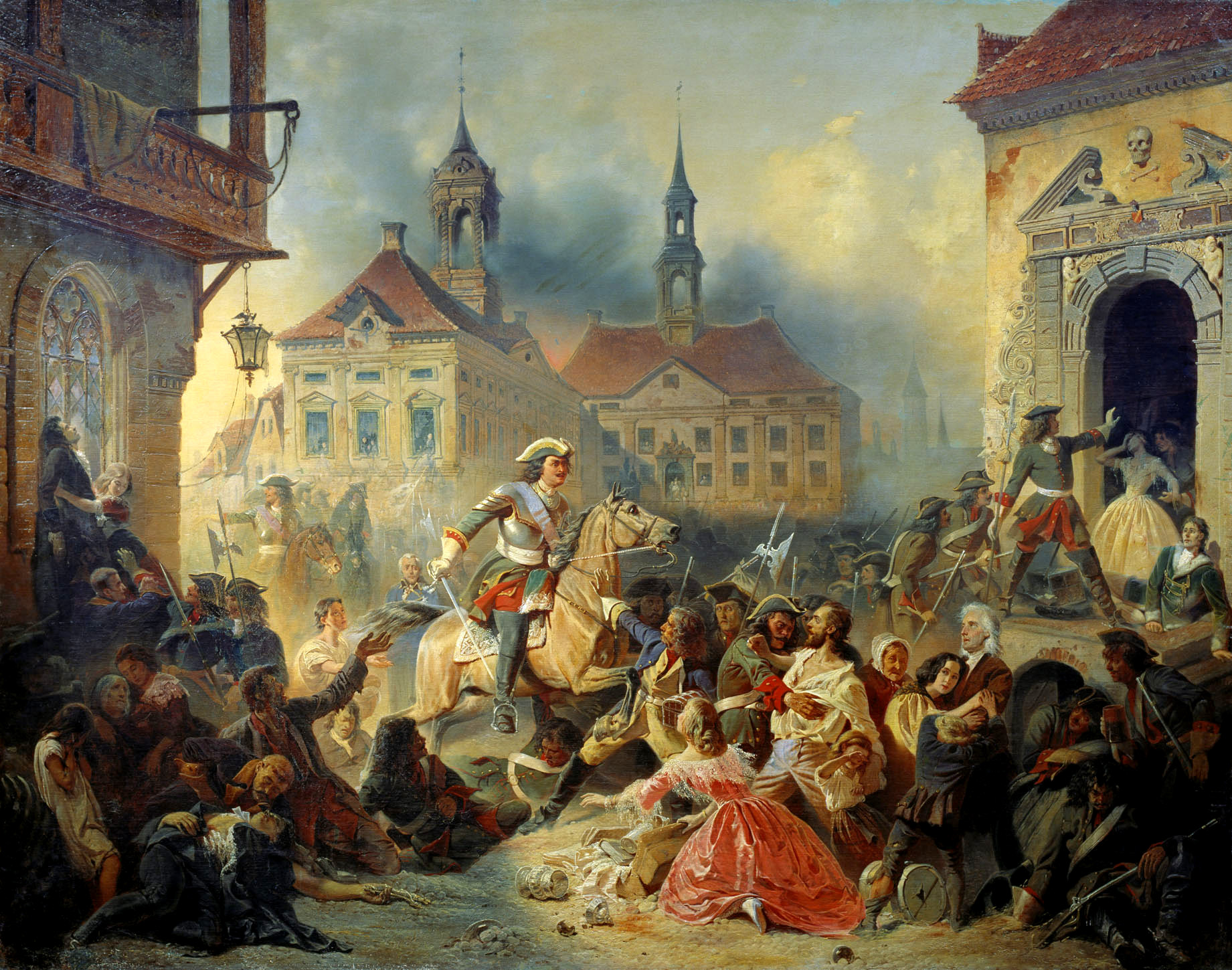
Pedro I de Rusia pacifica sus tropas merodeadoras después de tomar Narva en 1704 de Nikolay Sauerweid, 1859.

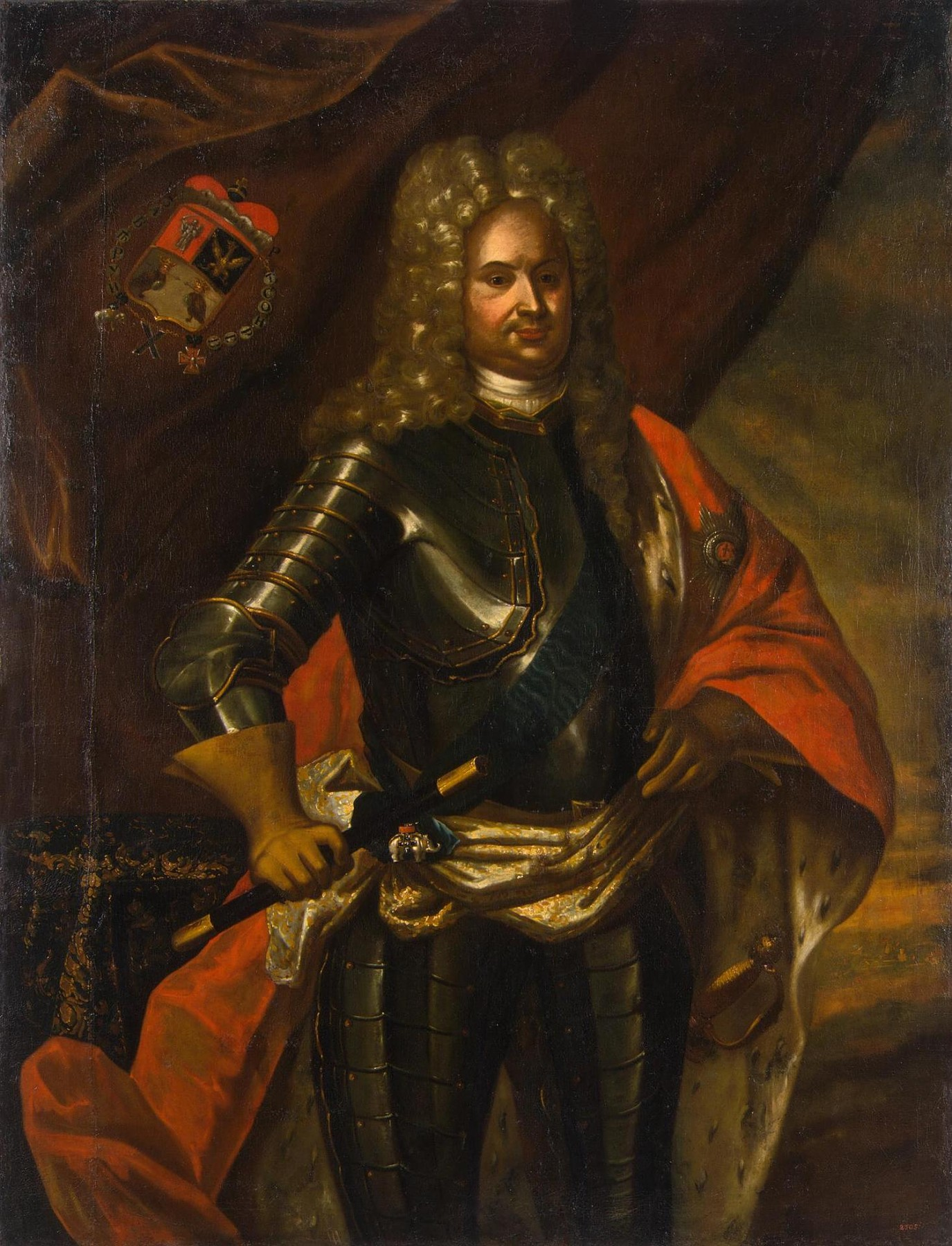
El mariscal de campo Anikita I. Repnin.

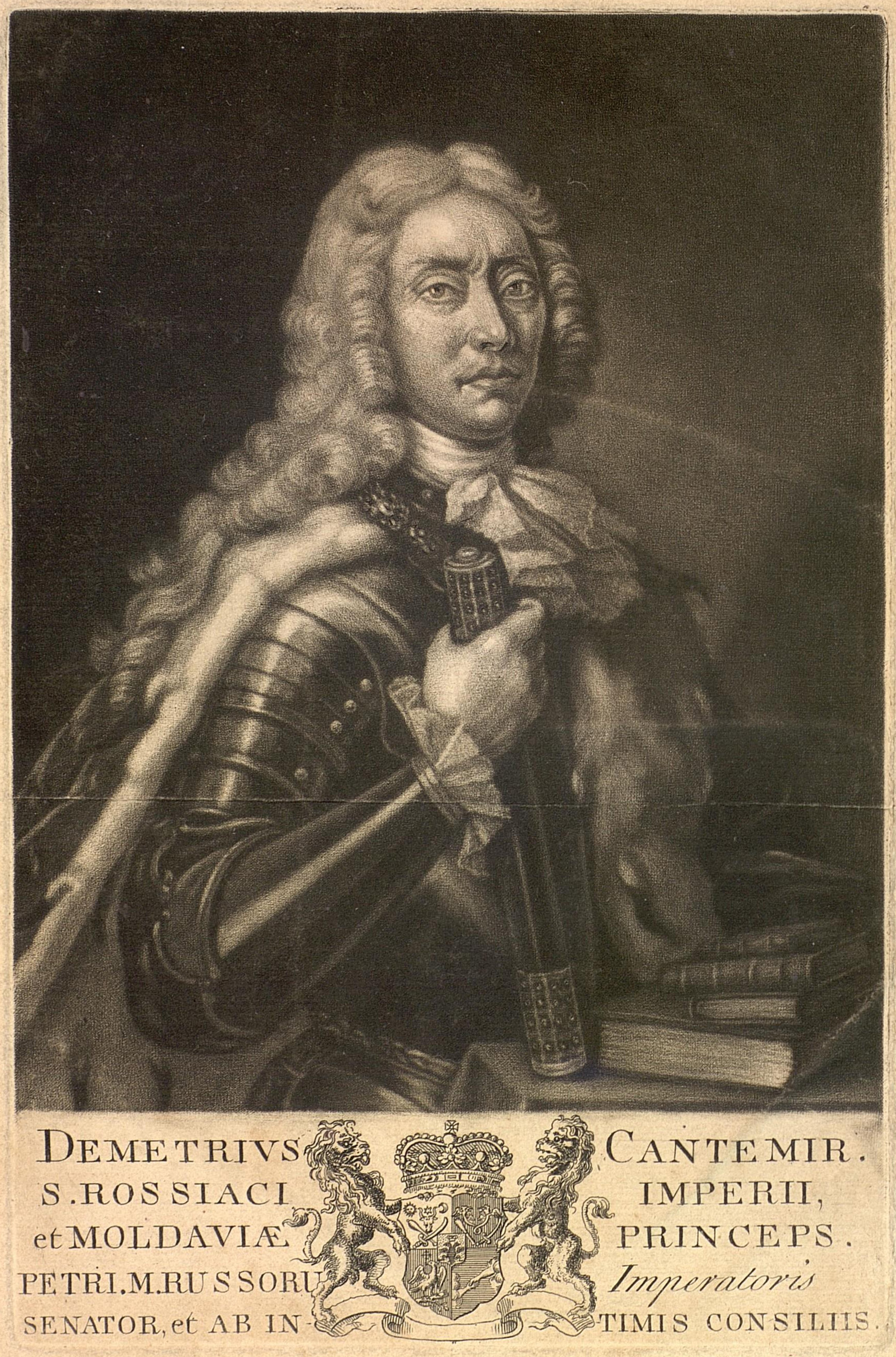
Demetrio Cantemir.

Lovisa von Burghausen (1698 - 20 de enero de 1733) fue una mujer sueca que dictó unas memorias sobre su tiempo en cautividad como esclava en Rusia después de ser tomada prisionera por los rusos durante la Gran guerra del Norte. Fue vendida como esclava varias veces antes de finalmente recuperar su libertad, y su historia es probablemente la más famosa de las muchas historias similares de este periodo.

## Secuestro
Lovisa nació en la ciudad de Narva en la Estonia sueca, como una de las cinco hijas de los nobles suecos Gustaf von Burghausen y Margareta von Brundert. Su padre participaba en la defensa de la ciudad cuando fue tomada por los rusos después de la Batalla de Narva (1704). Durante el caótico pillaje de la ciudad, Lovisa fue separada de su familia y tomada cautiva por un soldado ruso. Era una práctica común que soldados rusos y ejércitos tomaran cautivos a civiles, que luego vendían como esclavos, y muchos de los ciudadanos de Narva, tanto suecos como estonios, serían vendidos en los mercados de esclavos en Rusia y el Imperio Otomano; entre los tomados cautivos de este modo durante la guerra se encontraban la futura emperatriz Catalina I de Rusia y, posiblemente, Yefrosinya Fedorov. Los padres y hermanas de Lovisa fueron llevados como prisioneros de guerra y deportados a Siberia.
De camino al campamento ruso, otro soldado la reclamó para sí, y cuando el primero afirmó que tenía intención de regalarla como presente a su capitán, el segundo la hirió en el pecho con su sable. La niña se desmayó y despertó en una tienda de campaña, donde lloró por su madre hasta que se le hinchó la garganta y perdió la voz y la consciencia.

## El primer amo
Fue llevada a Moscú y ofrecida como presente al príncipe y general ruso Anikita Repnin, que la envió a un convento de monjas para ser convertida a la fe ortodoxa rusa, pero incapaz de entender el ruso, fue golpeada considerándola una pagana poco dispuesta a convertirse. A los tres meses, fue liberada del convento por la intervención de la madre del príncipe, la princesa viuda, que le mostró "toda la ternura de una madre". Sin embargo, la esposa del príncipe, la princesa Prascovia Narischkyn, sospechó que era empleada para espiar en los asuntos privados del príncipe y a menudo la maltrataba. En una ocasión, Narischkyn hizo colgar boca abajo a Lovisa en el jardín, lo que la habría acabado matando si la anciana princesa viuda no hubiera intervenido a su favor una vez más.
Acompañó a la familia principesca a Ucrania en 1709 y presenció la marcha del ejército sueco y los prisioneros en cautividad rusa en el triunfo del zar Pedro el Grande en Moscú. En 1710, fue casada con el chambelán del príncipe, un joven de dieciséis años hijo de un alférez sueco, Johan, también cautivo y convertido a la fe ortodoxa. Lovisa daría a luz una hija que murió seis semanas más tarde.
En 1713, Johan murió en batalla por un disparo en la pierna. El mismo año, el príncipe Demetrio Cantemir, hospodar de Moldavia, un aliado de los rusos por entonces, visitó Moscú con su familia. Durante una visita a los Repnin, su esposa, Casandra Cantacuzena, dio a la princesa Prascovia un diamante como regalo; notó a Lovisa entre la corte de la princesa, y la princesa Prascovia entonces se la ofreció a la princesa Cantemir como agradecimiento por el diamante.

## Segundo amo
La princesa Cantemir murió ese mismo año, y Lovisa fue envenenada por la esposa del panadero de la corte Cantemir, que quería el lugar de Lovisa para su hija, y solo con la ayuda de un buen médico se salvó. Cuando un capitán armenio le pidió al príncipe que le diera a Lovisa como esposa, ella huyó y, siguiendo el consejo de una mujer sueca amiga empleada en la corte, buscó refugio en la casa de un comerciante inglés en el barrio alemán de Moscú.
El mercader inglés la envió a Arcángel para ser educada en la religión protestante y aprender alemán. A las siete semanas, fue denunciada por un sastre alemán, arrestada por la policía rusa y devuelta al príncipe Cantemir. Este la encadenó de pies y manos y le clavaron con clavos los zapatos al suelo, impidiéndole andar, hasta que se le hincharon las piernas y los pies. Luego fue puesta a lavar ropa día y noche en una cocina de piedra tan fría que los brazos se le cubrieron de hielo. Habría muerto congelada si no fuera por que las hijas del príncipe, Maria Cantemir y Smaragda, sobornaron al guardia para que envolviera sus cadenas en paños, para impedir que sonaran, y la llevaban a su alcoba a dormir por la noche.

## Tercer amo
En 1714, el príncipe Cantemir viajó a San Petersburgo y dejó su casa bajo la supervisión del capitán Iwanof y su esposa. La mujer de Iwanof llevó a Lovisa, junto con otras dos esclavas, una de Finlandia y otra también de Narva, al mercado de esclavos ruso en Moscú y las vendió a las tres. La mujer finlandesa fue vendida a un armenio, la mujer de Narva a un empleado ruso, y Lovisa a un mercader turco. Fue vendida a cambio de una pieza de damasco, un abanico y una pequeña cantidad de dinero. Fue puesta entre la mercancía en el trineo del mercader, en su mayoría alfombras, la amenazaron con golpearla si gritaba, y partió hacia Tobolsk en Siberia.
Durante el viaje, un empleado ruso vio a Lovisa llorando en una posada, y le preguntó qué había pasado. Le contó su historia, y él lo informó al voivoda de Solikamsk. En Solikamsk, el voivoda interrogó al turco, pero le dejó ir cuando este aseguró que en el trineo solo iba una anciana rusa. Luego dejaron Solikamsk sin saber que esta era la ciudad donde los padres de Lovisa vivían como prisioneros de guerra.
En la casa del turco en Tobolsk, a Lovisa se le daban trabajos duros y pesados y era golpeada cada vez que se equivocaba de puro agotamiento. Pero Tobolsk era la ciudad en Siberia con la colonia más grande de prisioneros de guerra suecos, a los que se les permitía vivir allí bastante libremente. Lovisa contactó así con una mujer sueca, que le aconsejó contactar con el lugarteniente sueco Magnus Vilhelm Sprengtporten; Sprengtporten había sido tomado prisionero en Narva al mismo tiempo que Lovisa, huyó, fue hecho prisionero en la Batalla de Poltava, encabezó una rebelión en Kazán y estuvo encarcelado diecisiete meses. Lovisa diría más tarde de él que había sido su "mayor salvador junto con Dios".

## Esclava fugitiva
Un día, dejó la casa del turco para comprar seda en el mercado, acompañada por un guardia. El guardia se distrajo mirando un juego de deportes, y Lovisa se mezcló con la multitud y contactó con Sprengtporten, que la llevó con su amigo Mattias Johan Reutercrona, donde estuvo escondida once semanas. El turco ofreció una recompensa de §100 y la policía puso un guardia alrededor de la casa, pero Sprengporten la ayudó a pasar los guardias dándole un paquete de ropa y diciendo que era su doncella de camino al sastre.
La llevaron a  la casa de Christoffer Laudau, donde la ocultaron después de dar una propina a un criado que quería la recompensa, teniendo que esconderse tres días en agua bajo una tina en el sótano. Luego fue escondida en varias casas. Una vez en la casa de la pariente de su madre, Lovisa Patkull, que vivía en una casa perteneciente al vicegobernador; durante una visita de este, Patkull la metió en cama alegando que era su sobrina enferma.
Reutercrona y Sprengtporten fueron arrestados, como sospechosos de ayudarla a escapar, pero se pudo arreglar que fuera llevada a la ciudad de Japantskin y de allí hasta sus padres en Solikamsk por un campesino ruso; el hijo del labrador, Stefan, actuó como escolta y guardaespaldas, y Lovisa fue vestida de hombre y se fue con él en su trineo. En un pueblo, los aldeanos sospecharon que ella fuera el hijo disfrazado de un noble, y planearon matarla mientras dormía. Una sirvienta le advirtió y Lovisa saltó fuera de la cabaña hacia el joven labrador, que estaba alimentando al caballo, y subieron rápidamente al trineo para huir del pueblo. Por la noche, descansaron al costado del camino, y poco después, oyeron ruido y entonces vieron a los aldeanos persiguiéndolos con perros de caza. Afortunadamente, estaba nevando, y sus huellas quedaron cubiertas.
En Japantskin, Lovisa fue atendida por el sacerdote sueco Anders Bergner; la noble sueca Anna von Knorring, que estaba visitando a sus hijas en Klinov, obtuvo un pase para Lovisa aduciendo que era su sobrina, y entonces viajaron juntas hasta Solikamsk, donde Lovisa fue llevada hasta sus padres en la colonia sueca por el sacerdote del ejército sueco Christoffer von der Heide en la mañana de Navidad de 1718.

## Últimos años
Lovisa estaba ahora sola con sus padres pues todas sus hermanas habían sido casadas con oficiales militares. Sus padres arreglaron para que fuera instruida en el luteranismo por el sacerdote de la colonia sueca, Lars Sandmark. En 1720, sus padres la obligaron a casarse con el sacerdote treinta años mayor, lo que hizo "con obediencia infantil". Cuando los prisioneros suecos fueron liberados después de la guerra en 1721, siguió a su marido a Suecia, donde fue nombrado vicario en Njurunda en Medelpad. Los relatos contemporáneos dicen que ella iluminó su hogar con su bondad hacia los demás. En 1729, enviudó, y en 1731, se casó con el sucesor de su marido, Petrus Sundberg, de acuerdo con la práctica cultural de la conservación de la viuda. Entre los luteranos de Escandinavia y el norte de Alemania, hasta el siglo XIX fue común que la viuda, o a veces la hija, de un vicario parroquial, se casara con el sucesor de su difunto marido en la vicaría para asegurarse un sustento económico, ya que los vicarios protestantes no poseían la vicaría y bienes asociados a ella. Falleció sin hijos en 1733 debido a la mala salud que sufría después de los padecimientos como esclava.

## Legado
La historia de Lovisa von Burghausen fue escrita por "un sacerdote honesto" a partir de sus palabras y fue leída en su funeral. Se conserva en la sección Biográfica en el Archivo Nacional Sueco en Suecia.
En 2021 la banda de metal Carolus lanzó el álbum "A los Hijos Caídos" con la canción Lovisa dedicada a ella.

## Contexto
Muchos suecos, finlandeses y bálticos, especialmente mujeres y niños, fueron vendidos como esclavos en Rusia y Turquía durante la Gran Guerra del Norte después de haber sido capturados por soldados rusos, particularmente después de la caída de Narva en 1704. Muchos fueron vendidos en el mercado de esclavos de Estambul; desde junio de 1710, el embajador sueco Thomas Funck visitó regularmente las subastas de esclavos en Estambul para comprar ciudadanos suecos, y Sven Agrell señaló que, entre otros, habían comprado a la "hija de un carpintero" de Narva por §82, una "esposa de capitán" por §240, a Catharina Pereswetoff-Morath, de dieciocho años, por §275 y una familia entera, Anders Jonsson y su esposa e hijos, aunque los fondos no siempre eran suficientes para comprarlos a todos. Las personas compradas probablemente fueron llevadas al campamento del rey Carlos XII de Suecia en Moldavia y regresaron a Suecia con él. En el tratado de paz de 1721, el zar ruso permitió que todos los prisioneros en Rusia regresaran a casa, excepto los que se habían convertido a la religión rusa, ya que se consideraba que ello los convertía en ciudadanos rusos; pero como los esclavos suecos habían sido forzados a convertirse a la fe ortodoxa por sus amos, fueron retenidos en Rusia. Si podían probar que habían sido forzados a convertirse, a veces se les dejaría en libertad, pero obligados a quedarse como ciudadanos rusos libres; en general, las conversiones forzadas no pudieron probarse. La historia de Lovisa von Burghausen es probablemente la más conocida de las muchas mujeres que fueron tomadas como esclavas durante esta guerra.